# Anne de Médicis
Pour l’article homonyme, voir Anne de Médicis (1569-1584).
Anna de Médicis (21 juillet 1616 - 11 septembre 1676) est la fille de Cosme de Médicis et de son épouse Marie-Madeleine d'Autriche. Mécène des arts, elle épouse en 1646 Ferdinand-Charles d'Autriche avec qui elle a Claude-Félicité d'Autriche, future impératrice du Saint-Empire romain germanique. 

## Biographie

### Jeunesse
La princesse Anna est née le 21 juillet 1616 au Palazzo Pitti à Florence, alors capitale de la Toscane. Son père est Cosme de Médicis, grand-duc de Toscane depuis 1609. La mère d'Anna est Marie-Madeleine d'Autriche, fille de Charles II d'Autriche-Styrie et sœur de l'Empereur Ferdinand II. 
Son père meurt le 28 février 1621, obligeant sa mère et sa grand-mère, la grande-duchesse Christine de Lorraine, à devenir régentes jusqu'à la majorité de son frère. Anna et sa sœur Marguerite auraient hérité des qualités et capacités de leur mère.

### Mariage
Après l'échec des plans pour qu'Anna épouse Gaston, duc d'Orléans, elle est fiancée à l'archiduc Ferdinand Charles d'Autriche. En 1646, Anna quitta sa Florence natale pour se marier à Innsbruck le 10 juin de cette année-là. Son futur époux est le fils aîné de Léopold V d'Autriche-Tyrol et de son épouse Claude de Médicis. Anna a trente ans alors que Ferdinand Charles n'en a que dix-huit. Le mariage est négocié par la mère de Ferdinand Charles, régente de l'Autriche antérieure et du Tyrol depuis la mort de Léopold en 1632,. Claude dirige le duché en tant que régente de 1632 à 1646 et réussit à maintenir le Tyrol hors de la guerre de Trente ans. Au cours de l'année de leur mariage, Ferdinand Charles reprend les fonctions de gouverneur à sa mère et devient le souverain du Tyrol et de l'Autriche ayant atteint sa majorité. Anna et Ferdinand Charles auront trois filles. Le couple préfère les attractions de l'opulente cour toscane aux montagnes du Tyrol et sont par conséquent plus souvent à Florence qu'à Innsbruck. 

### Veuvage

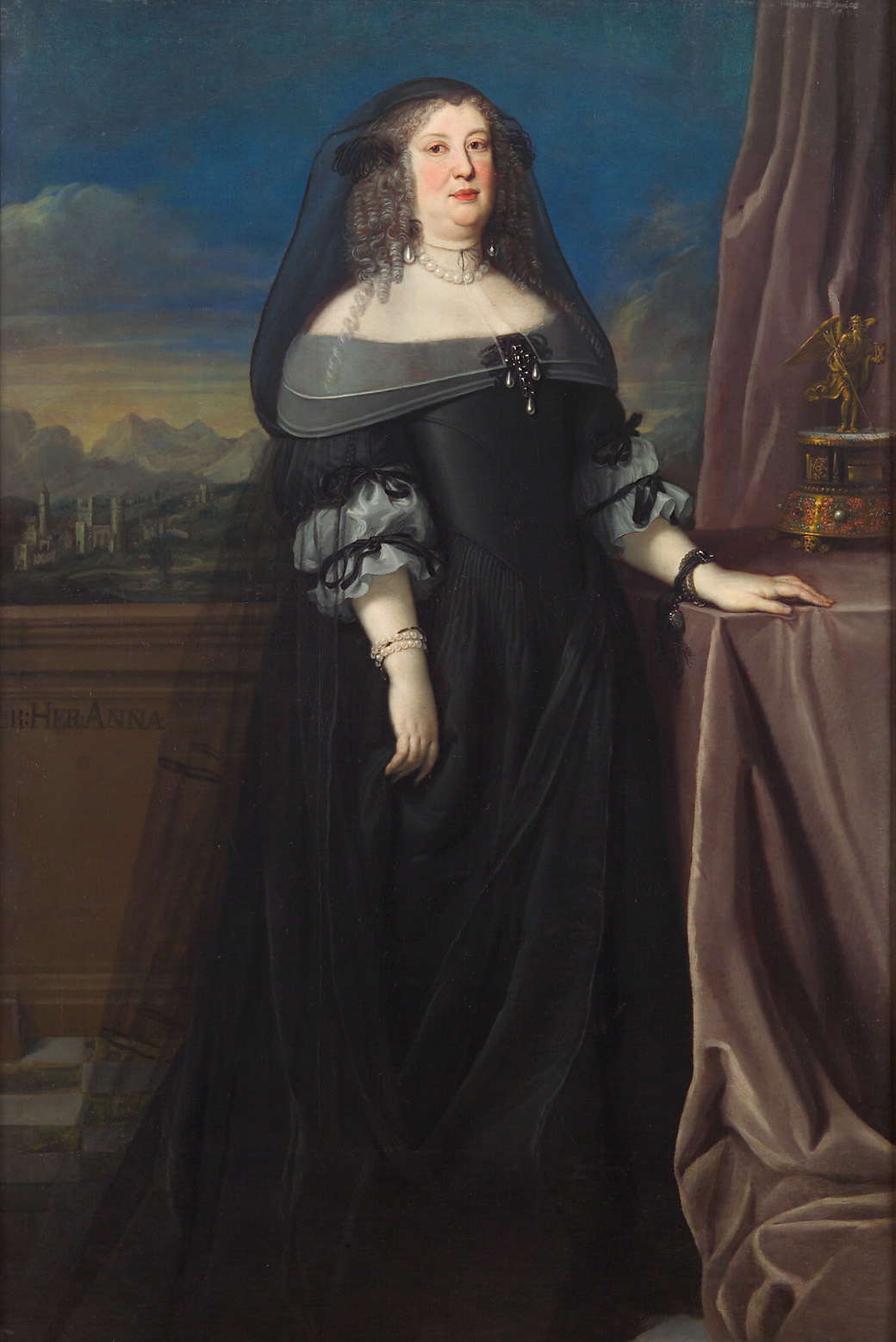
Anna de Médicis en costume de veuve, v. 1666. Peint par Giovanni Maria Morandi.

En 1662, Ferdinand Charles meurt. Comme le couple n'a que deux filles survivantes, c'est son frère cadet, l'archiduc Sigismund, qui hérite des titres de comte du Tyrol et d’archiduc d’Autriche. En 1665, à la veille de son mariage avec une autre princesse, Sigismund meurt. Cela signifie que le comté revient à Vienne, malgré les efforts d'Anna pour préserver un vestige du pouvoir en tant que comtesse douairière. Ses tentatives pour persuader Vienne découlent également du fait qu'Anna souhaite protéger les droits de ses deux filles. Cette dispute ne sera résolue qu'en 1673, lorsque sa seule fille survivante, Claude-Félicité, épousera Léopold Ier, empereur du Saint-Empire romain germanique. 
Anna survit quatorze ans à son mari et meurt le 11 septembre 1676 à Vienne, à l'âge de soixante ans. 

## Patronne des arts
Comme beaucoup de Médicis, Anna est une grande amoureuse et protectrice des arts. Par exemple, une collection de monodies de Pietro Antonio Giramo (en), intitulée Hospedale degli Infermi d'amore, est dédiée à Anna à Naples au milieu du XVIIe siècle ; il présente avec humour les différentes formes de folie causées par l'amour. Dans la collection, Giramo fait apparemment référence à Anna dans ces lignes : « le regard puissant des yeux d’Anna qui peut guérir toutes ces infirmités des folies imaginatives et des désirs vains du cœur humain ». 
La dédicace de Giramo n'est pas les seules œuvres consacrées à Anna. En 1655, Barbara Strozzi, compositrice et chanteuse célèbre, dédie une de ses œuvres (opus 5, Sacri musicali affetti) à Anna, sachant que Strozzi consacre toutes ses publications musicales à de prestigieux mécènes aristocratiques. Elle consacre également d'autres œuvres à des membres de la famille d'Anna (comme sa belle-sœur Vittoria della Rovere). Anna récompense Strozzi pour son dévouement. Nous savons que les cadeaux d'Anna sont particulièrement remarquables, car un habitant de Mantoue juge opportun de les décrire dans une lettre du 14 avril 1655 à Charles II de Mantoue : « Je vais raconter à votre Altesse Très Sereine des curiosités qui ne sont pas trop sérieuses.  Barbara Strozzi a consacré à l’archiduchesse d’Innsbruck une partie de sa musique; Son Altesse lui a envoyé l'autre jour une petite boîte en or ornée de rubis et de son portrait, ainsi qu'un collier, lui aussi en or et en rubis, que ladite dame Signora prend et met en valeur, le plaçant entre ses deux beaux seins. »

## Descendance
1. Claude-Félicité d'Autriche (30 mai 1653 - 8 avril 1676), épouse de Léopold Ier, empereur du Saint-Empire romain germanique.
2. Archiduchesse sans nom (19 juillet 1654), morte à la naissance.
3. L'archiduchesse Marie-Madeleine d'Autriche (17 août 1656 - 21 janvier 1669), morte dans l'enfance.

## Sources
- (en) Enrique Alberto Arias, Essays in Honor of John F. Ohl : A Compendium of American Musicology, Evanston, Illinois, Northwestern University Press, 2001, 264 p. (ISBN 978-0-8101-1536-1)
- (en) James R. Briscoe, New Historical Anthology of Music by Women, Indiana University Press, 2004
- (en) Glixon, « New Light on the Life and Career of Barbara Strozzi », The Musical Quarterly,‎ 2010, p. 311–335 (DOI 10.1093/mq/81.2.311, lire en ligne, consulté le 4 mars 2010)
- (en) Deborah Marrow, The art patronage of Maria de' Medici, UMI Research Press, 1982
- (en) G. F. Young, The Medici, New York, Charles Boni, 1930